# Thalpomys cerradensis
Thalpomys cerradensis es una especie de roedor de la familia Cricetidae. Es endémica del centro-este de Brasil. Sus hábitats naturales son los herbazales abiertos y el cerrado. Se cree que no hay ninguna amenaza significativa para la supervivencia de esta especie, aunque algunas poblaciones están afectadas por la destrucción y fragmentación de su medio. Su nombre específico, cerradensis, significa 'del cerrado' en latín.